# Malek Andrea
Malek Andrea (Budapest, 1968. március 13. –) Máté Péter-díjas magyar színésznő, énekesnő.
Édesapja Malek Miklós Erkel Ferenc-díjas zeneszerző, karmester, édesanyja Toldy Mária énekesnő, énektanár, testvére ifj. Malek Miklós producer, hangmérnök, zeneszerző.

## Életpályája
Már kisgyermekként magába szívta az otthoni légkörrel a zene szeretetét, ezért nem volt meglepő, amikor az énekesi pályát választotta. Általános iskolai tanulmányait a Pestújhelyi úti Zenei általános Iskolában kezdte, Homor Istvánné zongora tanárnőnél. 1982 és 1986 között a Bartók Béla Zeneművészeti Szakközépiskola klasszikus zongora szakán tanult professzor Krause Annamáriánál. Első színházi szerepe a „Mennyből a telefon” című darabban volt a Fővárosi Operettszínházban Tímár Béla rendezésében, itt Clementinát alakította. 1989-ben végzett a Színház- és Filmművészeti Főiskolán Versényi Ida és Kazán István osztályában. Ezután következett az „Evita” Eva Duarte szerepe, amit 1988-1993-ig folyamatosan játszott a Rockszínházban. 1988-ban Dorica szerepét formálta meg a „Bestia” ősbemutatóján Sík Ferenc rendezésében, majd 1989-ben az Elveszett paradicsom című darabban játszott a Nemzeti Színházban. 
A televíziónézők számára akkor vált ismertté, amikor Eszter mentőgyakornokot alakította a Szomszédok című teleregényben 1989-ben. Saját elmondása szerint azért lett igazán sikeres a szerepben, mert egy hasonló karaktert kellett játszania, mint amilyen ő volt akkoriban. 1990-ben a „Nyomorultak” Fantine szerepe következett a Rock Színházban Szinetár Miklós rendezésében.
2012-ben a The Voice – Magyarország hangja egyik mestere lett.
Három gyermek édesanyja. 

### Malek Andi Soulistic
Malek Andi Soulistic együttes a neves énekesnő és  Jáger Bandi együttműködéséből jött létre 2016-ban. Malek Andrea és Jáger Bandi közös produkciójában, amely az örömzene és a tudatosság kombinációjára valamint a népzene, a jazz és az r&b elemeinek sajátos ötvözetére épül, népszerű és régóta elfeledett magyar népdalok hallhatók, valamint saját szerzemények.
"Soulistic" név a lélekzenére, valamint a lélek és a zene közötti szoros kapcsolatra utal.

## Színházi szerepei
A Színházi adattárban regisztrált bemutatóinak száma: 22.
| Darab                       | Szerep                           | Színház                 | Bemutató             | Forrás |
| --------------------------- | -------------------------------- | ----------------------- | -------------------- | ------ |
| Álomkommandó                | N/A                              | Vígszínház              | 1987. július 25.     | [ 5 ]  |
| Amerika ígéret volt...      | N/A                              | Rock Színház            | 1988. október 26.    | [ 6 ]  |
| A bestia                    | Dorica, Akáciusz kedvese         | Rock Színház            | 1988. július 21.     | [ 7 ]  |
| A bestia                    | Dorica, Akáciusz kedvese         | Rock Színház            | 1989. március 17.    | [ 8 ]  |
| A karnevál vége             | Lili, a színésznő                | Turay Ida Színház       | 2012. február 10.    | [ 9 ]  |
| A mennyei híd               | Camila Perichole, színésznő      | Győri Nemzeti Színház   | 2002. február 8.     | [ 7 ]  |
| A muzsika hangja            | Maria Rainer, apácanövendék      | Fővárosi Operettszínház | 1992. december 11.   | [ 10 ] |
| Broadway! Broadway!         | N/A                              | Esztergomi Várszínház   | 1991. július 26.     | [ 11 ] |
| Csókos asszony              | Orfeumi lány                     | Vígszínház              | 1987. május 21.      | [ 12 ] |
| Chicago                     | Roxie Hart                       | Ódry Színpad            | 1989. április 21.    | [ 10 ] |
| Chicago                     | Roxie Hart                       | Madách Színház          | 2001. április 27.    | [ 13 ] |
| Dorian Gray                 | Sibil Vane, fiatal színésznő     | Rock Színház            | 1999. szeptember 17. | [ 14 ] |
| Elveszett paradicsom        | Mira                             | Nemzeti Színház         | 1989. október 6.     | [ 15 ] |
| Evita                       | Evita                            | Rock Színház            | 1992. szeptember 20. | [ 16 ] |
| Hello, Dolly!               | Ermengarde                       | Ódry Színpad            | 1989. február 17.    | [ 17 ] |
| Kurt Weill Cabaret          | N/A                              | Madách Színház          | 2007. február 2.     | [ 18 ] |
| Legenda a varázsfuvoláról   | Anna Gottlieb, mint Pamina       | Szigligeti Színház      | 1991. október 11.    | [ 19 ] |
| Macskák                     | Grizabella                       | Madách Színház          | 2007. július 6.      | [ 20 ] |
| Mennyből a telefon          | Clementina                       | Fővárosi Operettszínház | 2007. december 18.   | [ 21 ] |
| Sakk                        | Florence                         | Arizona Színház         | 1992. május 31.      | [ 22 ] |
| Vesztegzár a Grand hotelben | Odette Defleur, belga direktrisz | Nemzeti Színház         | 2008. április 6.     | [ 23 ] |
| Volt öt évünk               | Cathy                            | Művészetek Palotája     | 2007. január 5.      | [ 24 ] |

## Televízió
- 1989: Alpesi történet
- 1989: Balaton, te kedves öreg tenger
- 1989–1993: Szomszédok teleregény
- 2015: Ketten Párizs ellen – tévésorozat
- zenei műsorok, reggeli magazinok vendégfellépője
- 2021: Jóban Rosszban – tévésorozat

## Zenei kiadványai
- Malek Andrea1993
- Gyere hangolj rám 1996
- Meeting Point 1997
- Retúr 2011 (Malek Andrea Band)
- Gyere Hangolj rám 2015
- Michel Legrand songbook  2016
- Madárka 2017 (Malek Andi Soulistic)
- Álom  2018 ( Malek Andi Soulistic)
- Dalok Andreával 2022 (Malek Andrea- Malek Miklós)

### Egyéb kiadványok
- 1993 Sose halunk meg (kislemez)Nagy utazás
- 2006 Malek Andrea … the Best of…
- 2008 Koncert… (Malek Andrea Band)
- 2010 I Love A Piano (dupla CD, Walter Lochmannal)
- 2012 Az ördögfióka és a tündér (duettlemez Korpás Évával)

## Díjai, elismerései
- 1991: Artisjus-díj
- 1991: eMeRTon-díj, „az év musicalénekese”
- 1992: Thália-díj, „a Sakk c. musicalben nyújtott alakításáért”
- 1998: eMeRTon-díj, „az év énekese”
- 2002: Artisjus-díj
- 2020: Szikra-díj
- 2022: Kornay Mariann művészeti díj
- 2023: Máté Péter-dij